# Rhyssemus tuberculicollis
Rhyssemus tuberculicollis är en skalbaggsart som beskrevs av Rudolph Petrovitz 1965. Rhyssemus tuberculicollis ingår i släktet Rhyssemus och familjen Aphodiidae. Inga underarter finns listade i Catalogue of Life.